# Sida goniocarpa
Sida goniocarpa är en malvaväxtart som först beskrevs av George Bentham, och fick sitt nu gällande namn av Karel Domin. Sida goniocarpa ingår i släktet sammetsmalvor, och familjen malvaväxter. Inga underarter finns listade i Catalogue of Life.